# Regina Egle Liotta
Regina Egle Liotta Catrambone (Reggio Calabria, 14 ottobre 1975) è un'attivista italiana, fondatrice, assieme al marito Christopher Paul Catrambone, dell'ONG internazionale Migrant Offshore Aid Station (MOAS).
La Migrant Offshore Aid Station dalla sua istituzione, nel 2013, ha salvato la vita in mare a oltre 40.000 persone migranti tra il Mediterraneo Centrale e il Mar Egeo. Per tale motivo è stata insignita dal Presidente della Repubblica Italiana Sergio Mattarella, dell'onorificenza di Ufficiale dell'Ordine al merito della Repubblica Italiana e del National Order of Merit dal Presidente della Repubblica di Malta Maria Louise Coleiro Preca.
In qualità di Direttrice del MOAS, ha contribuito, insieme al team, a curare 90.000 rifugiati Rohingya e appartenenti alla popolazione locale nei campi profughi del Bangladesh, a fornire corsi di formazione e attrezzature per la sicurezza in acqua a più di 6.000 volontari, e corsi per la sicurezza e la prevenzione in caso di incendi a oltre 2000 volontari, a consegnare alimenti terapeutici salvavita e farmaci contro la malnutrizione ai bambini dello Yemen e della Somalia e a curare e salvare le persone ferite dalle violenze del conflitto in Ucraina con il Mobile Medical Team, le ambulanze e le Mobil Medical Units.

## Onorificenze
Individuali
- Premio Mamma Lucia ‘Donne Coraggio’ (2015)
- San Giorgio d’oro (2016)
- Trofeo del Mare (2017)
- Tessera Preziosa Mosaico di Palermo (2018)

Con il marito Christopher Paul Catrambone
- Global Citizen Forum Award (2015)
- 100 Global Thinkers of 2015 -Foreign Policy Award (2015)
- Premio internazionale della bontà (2015)

Con MOAS
- Medal of the Republic of Malta (2015)
- Peter Serracino Inglott Award for Civic Engagement (2015)
- Geuzen Medal– Geuzenpenning Foundation awarded by Queen Maxima d’Olanda (2016)
- Special 112 Award by the European Emergency Number Association EENA (2016)
- New European of the Year (2016)
- Atlantic Council Freedom Award (2017)
- Hero Award International Maritime Rescue Federation, Category Team for Outstanding Team Contribution to a Maritime SAR Operation (2017)

### Fonti giornalistiche
In ordine cronologico:
- Domenico Grillone, Intervista esclusiva a Regina Egle Liotta in Catrambone, fondatrice del Moas, su Strill.it del 5 agosto 2014.
- Emanuele Lauria, I coniugi Catambrone: "Noi, i filantropi del Mediterraneo, abbiamo salvato quattromila profughi" su Repubblica.it del 18 maggio 2015.
- Luciano Scalettari, Regina Egle Liotta, 4500 vite salvate in mare, su Famiglia Cristiana del 12 ottobre 2015.
- Regina E. Liotta Catrambone, Svuotiamo i viaggi della morte, su Avvenire.it del 25 giugno 2016.
- Felice Manti, Si è comprata una barca: così salva donne e bambini, su IlGiornale.it del 29 agosto 2016.
- Redazionale, Il presidente Mattarella e 18 eroi italiani. Ecco le onorificenze. Regina Egle Liotta (in Catrambone), su RomaCorriere.it del 10 ottobre 2015.
- Alessandra Candito, La reggina che salva i migranti nel Mediterraneo[collegamento interrotto], sul Corriere della Calabria del 10 luglio 2015.
- Antonio Ferrari, Con i droni salviamo i migranti. Intervista a Regina Catrambone fondatrice e direttore Moas, per CorriereTv del 13 marzo 2017.
- Redazionale, Intervista a Regina Egle Liotta Catrambone, Direttrice del MOAS (Migrant Offshore Aid Station) per HuffPost Italia del 22 aprile 2018.
- Regina Catrambone, La Repubblica Inclusione e integrazione: le parole-chiave per il futuro delle nuove generazioni, per Vita del 19 giugno 2021.
- Regina Catrambone, “Verso un ‘noi’ sempre più grande”: una riflessione sulla Giornata Mondiale del Migrante e del Rifugiato, per La Repubblica del 19 settembre 2021.
- Redazionale, Le persone annegano a causa delle decisioni politiche che preferiscono proteggere i confini, per Vita del 24 luglio 2021.